# Dinijar Biljaletdinov
Dinijar Rinatovič Biljaletdinov (* 27. února 1985, Moskva) je bývalý ruský fotbalista.
Z klubů hrál nejdéle v Lokomotivu Moskva, jehož byl odchovancem. Byl na ME 2008.

## Hráčská kariéra
Dinijar Biljaletdinov hrál záložníka za FK Lokomotiv Moskva, Everton, Spartak Moskva, FK Anži Machačkala, Torpedo Moskva, FK Rubin Kazaň a FK Riteriai Trakai.
Za Rusko hrál 46 zápasů a dal 6 gólů. Byl na ME 2008, kde Rusko vypadlo v semifinále.

## Úspěchy

### Klub
Lokomotiv Moskva
- Ruská liga: 2004
- Ruský pohár: 2007
- Ruský superpohár: 2005
- Pohár Společenství nezávislých států: 2005

### Reprezentace
Rusko
- Mistrovství Evropy: semifinále 2008